# Equisetum
Equisseto (Equisetum) L., 1753 é um género de pteridófitos da família Pteridopsida, da qual constitui o único táxon extante, que agrupa as espécies conhecidas pelo nome comum de cavalinhas. Seu nome é de origem latina, composto por "equi" (cavalo) e "setum" (cauda), ou seja, rabo de cavalo. Este género também inclui as espécies conhecidas como milho de cobra, erva-carnuda, rabo-de-rato, cauda-de-raposa, rabo-de-cobra, cana-de-jacaré, erva-canudo, lixa-vegetal, rabo-de-cavalo, entre outras.

## Descrição
As cavalinhas são plantas vasculares, perfazendo cerca de 16 espécies de plantas do gênero Equisetum. Este gênero é o único na família Equisetaceae, a qual por sua vez é a única família da ordem Equisetales e da classe Equisetopsida (também conhecida como Arthrophyta em livros antigos), embora algumas análises moleculares recentes coloquem este gênero dentro das Pteridophytas, relacionando-as aos Marattiales. Estes dados moleculares, contudo, são ainda ambíguos. Outras classes e ordens de Equisetophyta são conhecidas a partir de informação fóssil, pois eles foram importantes membros da flora durante o período Carbonífero
O gênero é comum nas cidades e está presente em todos continentes exceto Austrália e Antártida. Elas são plantas perenes e herbáceas, secando no inverno (para a maioria das espécies temperadas) ou sempre verde (para algumas espécies tropicais, e a espécie temperada Equisetum hyemale). A maioria delas cresce 0,2 – 1,5 m de altura, embora a E. telmateia possa excepcionalmente alcançar 2,5 m, e a espécie tropical E. giganteum 5 m, e E. myriochaetum 8 m.
Nestas plantas, as folhas são muito reduzidas, mostrando-se inicialmente como pequenas inflorescências translúcidas. Os caules são verdes e fotossensíveis, apresentando como características distintas o fato de serem ocos, com juntas e estrias.
Considera-se que esta planta tem mais de 300 milhões de anos sendo assim, comparativamente, uma das formas de vida vegetal mais antigas do mundo.

## Características
A cavalinha é uma planta perene. Não possui flores e, consequentemente, nem sementes; algumas espécies possuem folhas verticiladas, mas reduzidas a tamanho insignificante.
O caule é de cor verde, oco, fotossintético, com textura áspera ao tacto por causa da presença de silício e pode ser encontrado de duas maneiras:
- o caule fértil, geralmente curto, surge no início da primavera. Apresenta na extremidade a espiga produtora de esporos, que serve para a sua reprodução, que, porém, também pode ocorrer através de rizomas.
- o caule estéril, geralmente longo, surge depois que o caule fértil murcha.

Os esporos estão contidos em estróbilos apicais.
Sua composição química é formada por grande quantidade de silício e quantidades menores de cálcio, ferro, magnésio, tanino, sódio, entre outros.
ácido caféico, ácido fenol-carboxílico, ácido gálico, ácido palmítico, ácido silícico, apigenina, equisetonina, espermidina, glicosídeos flavônicos, luteolina, nicotina, sacarídeos, sais de potássio, saponinas, taninos, tiaminase.
É adaptada a solos húmidos e por ser agressiva e persistente, deve–se cuidar para que não se torne uma erva daninha.

## Restrições de uso
A cavalinha pode ser considerada tóxica para os animais monogástricos, que são afetados pela tiaminase, enzima que destrói a vitamina B1 (tiamina) e causa sintomatologia nervosa. Doses excessivas podem provocar: torpor, distensão abdominal, diarréia, hipotensão arterial, taquicardia, coma e até morte.

## Espécies
De entre as espécies de Equisetum, algumas são de origem europeia, como o E. arvensis, outras de origem americana, porém, todas têm características e usos semelhantes.
No Brasil se encontra o Equisetum giganteum, nativa de áreas pantanosas de todo o país. É usada como medicinal no sul e sudeste, mas praticamente desconhecida no nordeste. Doses excessivas podem causar disfunções cardíacas e renais. Quando ingeridas pelo gado causam intoxicações.
Outras espécies das Américas são o E. hyemale e o E. martii.
Subgénero Equisetum
- Equisetum arvense L.
- Equisetum bogotense HBK.
- Equisetum diffusum D.Don
- Equisetum fluviatile L.
- Equisetum palustre L.
- Equisetum pratense Ehrh.
- Equisetum sylvaticum L.
- Equisetum telmateia Ehrh

Subgénero Hippochaete
- Equisetum giganteum
- Equisetum myriochaetum Schlecht. and Cham.
- Equisetum hyemale L.
- Equisetum laevigatum
- Equisetum ramosissimum Desf.
- Equisetum scirpoides Michx.
- Equisetum umbrosum J.G.F. Meyer ex Wild.
- Equisetum variegatum Schleicher